# Ranganathan Francis
Ranganathan Francis (15. ožujka 1920.) je bivši indijski hokejaš na travi. 
Osvojio je zlatno odličje igrajući za Indiju na hokejaškom turniru na Olimpijskim igrama 1948. u Londonu, Olimpijskim igrama 1952. u Helsinkiju i na hokejaškom turniru na Olimpijskim igrama 1956. u Melbourneu.

## Vanjske poveznice
- Profil na Database Olympics